# Aporum terminale
Aporum terminale é uma espécie de orquídea epífita de hábito pendente e flores pequenas, que habita do leste do Himalaia ao centro-sul da China e Península da Malásia.